# Charles de Courson
Charles Amédée du Buisson de Courson (ur. 2 kwietnia 1952 w Paryżu) – francuski polityk, wieloletni parlamentarzysta, samorządowiec i urzędnik państwowy.

## Życiorys
Jest potomkiem m.in. Louisa-Michela Lepeletier de Saint-Fargeau, uczestnika rewolucji francuskiej. Jego dziadek, Léonel de Moustier, był deputowanym, jednym z przeciwników reżimu Philippe’a Pétaina, zmarł w obozie koncentracyjnym Neuengamme.
Charles de Courson kształcił się na prestiżowych uczelniach francuskich, ESSEC i ENA. W 1983 został urzędnikiem w Naczelnym Sądzie Rozrachunkowym (Cour des comptes), rok później awansując do kierownictwa działu budżetu. W latach 1986–1988 pełnił funkcję doradcy Alaina Madelina, ówczesnego ministra przemysłu. Również w 1986 po raz pierwszy został merem miejscowości Vanault-les-Dames, w której funkcję tę przez ponad 30 lat pełnił wcześniej jego ojciec. Od tego czasu uzyskiwał reelekcję na kolejne kadencje. W 1986 wszedł także w skład rady departamentu Marna, w 1988 objął funkcję wiceprzewodniczącego rady generalnej.
W 1993 uzyskał mandat posła do Zgromadzenia Narodowego. Był ponownie wybierany do niższej izby francuskiego parlamentu w kolejnych wyborach w 1997, 2002, 2007, 2012, 2017, 2022 i 2024.
Przez wiele lat był działaczem Unii na rzecz Demokracji Francuskiej. W 2007 współtworzył program wyborczy François Bayrou w trakcie wyborów prezydenckich. Po pierwszej turze wbrew stanowisku lidera UDF poparł Nicolasa Sarkozy’ego i przystąpił do tworzonego przez część działaczy tej partii nowego ugrupowania poza nazwą Nowe Centrum.